# Паре (планина)
Вижте пояснителната страница за други значения на Паре.
Планината Паре е планинска верига в североизточна Танзания, намираща се на северозапад от планината Усамбара. Планината Паре е съставена от 2 планински вериги: Южна Паре и Северна Паре. Най-високият връх, връх Шенгена, се намира в Южна Паре, и е с височина 2463 метра.
Северна Паре е по-суха и биологически по-малко развита от Южна Паре, но това може и да е поради причината че Северна Паре е по-малко посещавана.
Южна Паре е около 150 км. дълга, и най-близкият град е град Моши.
По-голямата част от планината е достъпна само с джип, но има и няколко пътя, които позволяват достъпа с кола. Планината е атрактивно място за любителите на пешеходен туризм.